# Grosser Preis von Bayern
Grosser Preis von Bayern var ett travlopp för som kördes på Trabrennbahn Daglfing i München mellan 1977 och 2003. Loppet kördes även 2018. Loppet kördes över 2 100 meter med autostart. Förstapris i loppet var 200 000 DM.
Bland segrarna i loppet finns bland annat Abo Volo, Lovely Godiva, Idéal du Gazeau och Freiherr As.

## Segrare
| Datum | Vinnare           | Körsven               | Tid     | Tvåa               | Trea            |
| ----- | ----------------- | --------------------- | ------- | ------------------ | --------------- |
| 2018  | Azimut            | Josef Franzl          | 1.14,5a | Celestial Light Tk | Stark Bi        |
| 2003  | Freiherr As       | Thomas Panschow       | 1.14,1a | Chattscha          | Mayon Bowl      |
| 2002  | Solar Effe        | Pietro Gubellini      | 1.13,3a | Legendary Lover K. | Fridhems Ambra  |
| 2001  | Smart Maneuver    | Heinz Wewering        | 1.13,7a | Castleton Classic  | Presta Yankee   |
| 2000  | Dojo de Taloney   | Sebastien Houyvet     | 1.14,5a | Nuke it Linsay     | Euro Ringeat    |
| 1999  | Lovely Godiva     | Per-Olof Pettersson   | 1.13,9a | Eljen              | Good as Gold    |
| 1998  | Rival Damkaer     | Erik Adielsson        | 1.14,0a | Lovely Godiva      | Famous Lad      |
| 1997  | Charmy Skeeter    | Heinz Wewering        | 1.15,9a | Triple T Storm     | Maybe Tomorrow  |
| 1996  | Nilema Pearl      | Jochen Heide          | 1.14,2a | Appleton           | Lincoln Park    |
| 1995  | Abo Volo          | Joseph Verbeeck       | 1.14,5a | Hitec Lou          | Charmy Skeeter  |
| 1994  | Abo Volo          | Paul Viel             | 1.13,3a | Scoring Light      | Chergon         |
| 1993  | Sea Cove          | Joseph Verbeeck       | 1.14,7a | Metello Om         | Somatic         |
| 1992  | Sun Valse         | Jaques Gaborit        | 1.14,9a | Sea Cove           | Meadow Prophet  |
| 1991  | Atas Fighter L.   | Torbjörn Jansson      | 1.14,4a | Slybowl Hanover    | Lobster As      |
| 1990  | Quinio des Bordes | Jacques Gaborit       | 1.16,0a | Macon              | J.R.Broline     |
| 1989  | Meadow Roland     | Preben Kjaersgaard    | 1.14,4a | Go Get Lost        | Hollyhurst      |
| 1988  | Grades Singing    | Olle Goop             | 1.15,5a | Mack the Knife     | Potin d'Amour   |
| 1987  | Mack the Knife    | Stig H. Johansson     | 1.16,2a | Dorsten            | Hallon Brunn    |
| 1986  | Nodesso           | Michel Roussel        | 1.16,3a | Granit Bangsbo     | Dorsten         |
| 1985  | Ellizar H.        | Bo W. Takter          | 1.13,9a | Lutin d´Isigny     | Lapito          |
| 1984  | Evita Broline     | Berndt Lindstedt      | 1.16,1a | Mon Tourbillon     | Micado C        |
| 1983  | Snack Bar         | Berndt Lindstedt      | 1.16,6a | Lutin d´Isigny     | Katinka         |
| 1982  | Idéal du Gazeau   | Eugéne Lefevre        | 1.15,5a | Khali de Vrie      | Super Male      |
| 1981  | Ianthin           | Paul Delanoe          | 1.18,0a | Jet d'Emeraude     | Kepi Vert       |
| 1980  | Express Gaxe      | Gunnar Axelryd        | 1.17,4a | Jorky              | Idéal du Gazeau |
| 1979  | Charme Asserdal   | Heikki Korpi          | 1.16,9a | Hadol du Vivier    | Madison Avenue  |
| 1978  | Eléazar           | Léopold Verroken      | 1.17,8a | Hadol du Vivier    | Granit          |
| 1977  | Dauga             | Michel-Marcel Gougeon | 1.15,7a | Eléazar            | Granit          |